# فرودگاه کنت کوپلند
فرودگاه کنت کوپلند (به انگلیسی: Kenneth Copeland Airport) یک فرودگاه همگانی است که یک باند فرود بتن دارد و طول باند آن ۱۸۲۹ متر است. این فرودگاه در شهر فورت وورث کشور ایالات متحده آمریکا قرار دارد و در ارتفاع ۲۰۹٫۷ متری از سطح دریا واقع شده است.